# Friedrich (Pfalz-Zweibrücken-Veldenz)
Friedrich von Pfalz-Zweibrücken (* 5. April 1616 in Zweibrücken; † 9. Juli 1661 in Nohfelden) war Pfalzgraf und Herzog von Pfalz-Zweibrücken von 1635 bis 1661. Er entstammte der jüngeren Linie Zweibrücken, die mit seinem Tod erlosch.

## Leben
Friedrich war der älteste Sohn des Herzogs und Pfalzgrafen Johann II. von Zweibrücken (1584–1635) aus dessen Ehe mit Luise Juliane (1594–1640), Tochter des Kurfürsten Friedrich IV. von der Pfalz. Taufpate des Prinzen war sein Onkel Friedrich V. von der Pfalz. Friedrich wurde durch den Humanisten Balthasar Venator ausgebildet, der ihn von 1631 bis 1634 auf seiner zweieinhalbjährigen Kavalierstour durch die Schweiz, Frankreich und die Niederlande begleitete.
1635 musste der militärisch unerfahrene Erbprinz während der Wirren des Dreißigjährigen Krieges seine erste Bewährungsprobe bestehen. Er unterlag mit seiner Armee von 2.000 Mann bei Oppenheim dem kaiserlichen Heer des Grafen Gallas, was zur Verwüstung seines Herzogtums und zur Flucht des Hofes nach Metz führte. Dort verstarb sein Vater und er trat im Exil dessen Nachfolge an. Wirtschaft und Bevölkerung im Fürstentum schrumpften stark. Bei seinem Tod waren wenig mehr als ein Zehntel der Einwohnerschaft, die zur vorhergehenden Jahrhundertwende bestanden hatte, verblieben.
Durch die Zerstörung der meisten Burgen und Schlösser bedingt, musste Friedrich seine Residenz mehrmals wechseln. Nach seiner Rückkehr ins Herzogtum 1640 lebte er zunächst in Meisenheim, ab 1645 in Zweibrücken und ab etwa 1650 für einige Jahre in der wieder aufgebauten und nur notdürftig ausgestatteten Burg Kirkel. Im Westfälischen Frieden konnte er das Kloster Hornbach zurückgewinnen.
Friedrich starb im Alter von 45 Jahren auf Burg Nohfelden und wurde in der Alexanderskirche in Zweibrücken beigesetzt. Friedrich überlebte alle seine Söhne und auch seinen jüngeren Bruder, weshalb mit ihm die Hauptlinie Zweibrücken erlosch. Sein Vetter aus der Landsberger Linie beerbte ihn.

## Ehe und Nachkommen
Friedrich heiratete am 6. April 1640 in Metz Anna Juliane (1617–1667), Tochter des Grafen Wilhelm Ludwig von Nassau-Saarbrücken, mit der er zehn Kinder hatte.
- Wilhelm Ludwig (1641–1642)
- Elisabeth (1642–1677)

⚭ 1667 Fürst Viktor I. Amadeus von Anhalt-Bernburg (1634–1718)
- Christine Louise Juliana (1643–1652)
- Friedrich Ludwig (1644–1645)
- Sophie Amalie (1646–1695)

⚭ 1. 1678 Graf Siegfried von Hohenlohe-Weikersheim (1619–1684)
⚭ 2. 1685 Pfalzgraf Johann Karl von Gelnhausen (1638–1704)
- Eleonore Auguste (1648–1658)
- Karl Gustav (1649–1650)
- Katharina Charlotte (1651–1652)
- Charlotte Friederike (1653–1712)

⚭ 1672  Pfalzgraf und Erbprinz Wilhelm Ludwig von Zweibrücken-Landsberg (1648–1675)
- Sohn (1656–1656)